# Rönninge Show Chorus

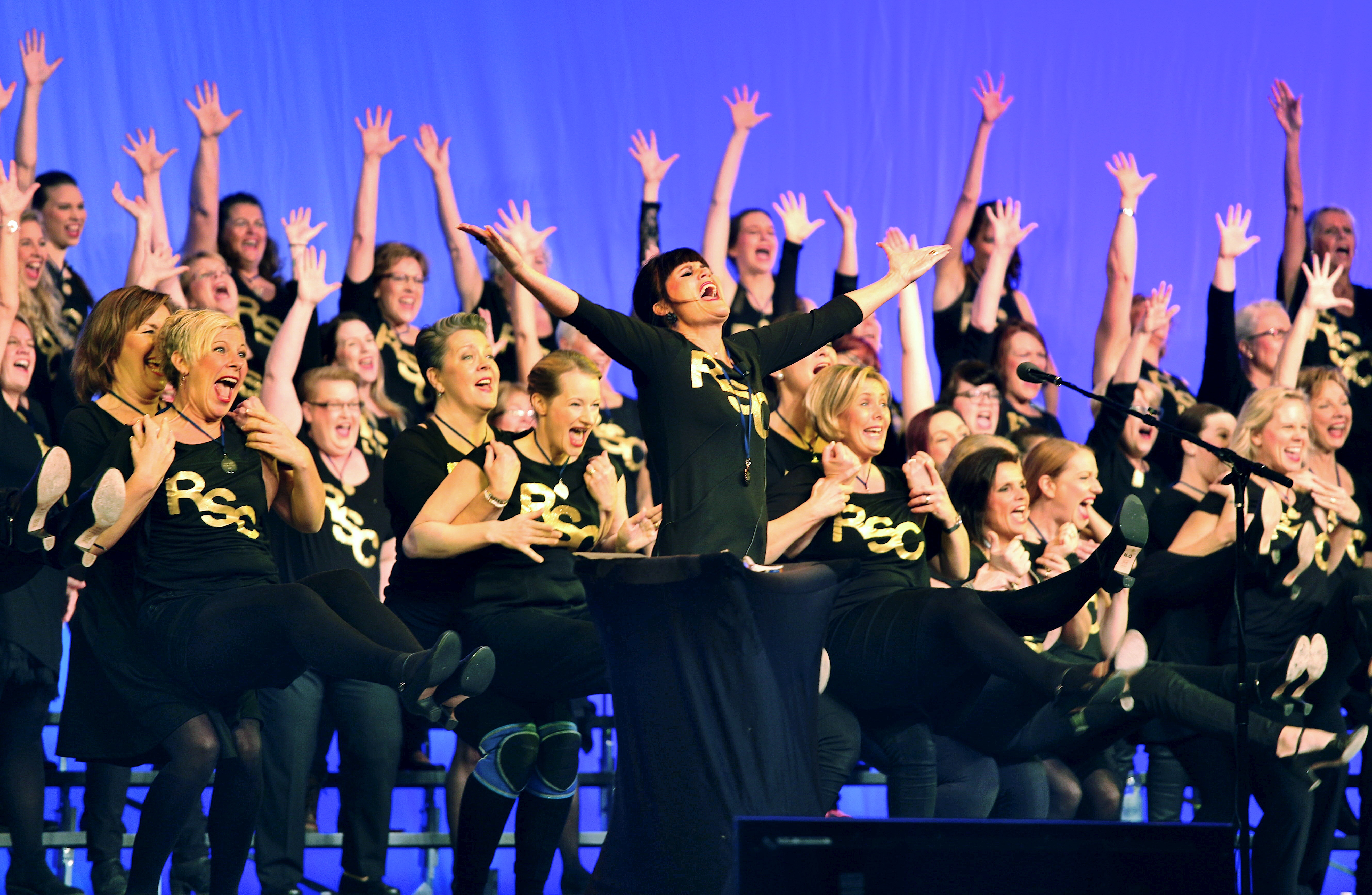
Rönninge Show

Rönninge Show Chorus är en kvinnlig a cappella-kör, baserad i Rönninge, Sverige. Kören består av drygt 100 medlemmar i åldrarna 17-80 år.

## Historia
Rönninge Show Chorus bildades 1983 och är en av de största och mest framgångsrika a cappella-körerna i Skandinavien. Kören sjunger främst inom genren barbershop, då de är anslutna till Sweet Adelines International (SAI), världens största organisation för kvinnor inom körsång med över 25.000 medlemmar över hela världen. Rönninge har representerat Sverige i SAI:s internationella körtävlingar under mer än 20 år och har aldrig placerat sig sämre än 6:a i världen. De var 2014 års guldmedaljörer i SAI:s internationella mästerskap, en titel de fick vid 2013 års tävling i Honolulu, med en poängsumma uppgående till 3138 av 3280 möjliga. Det var den högsta poängsumman någonsin och också första gången en icke-amerikansk kör vann tävlingen.

## Tävlingsresultat
- 5:e plats:  1989 International Miami Beach
- 6:e plats:  1992 International Baltimore
- 2:a plats:  1995 International New Orleans
- 1:a plats:  1996 European Championships Cardiff, Wales
- 1:a plats:  1998 European Championships Stockholm, Sverige
- 4:e plats:  1998 International Nashville
- 4:e plats:  2001 International Portland
- 2:a plats:  2003 European Championships Veldhoven, Nederländerna
- 4:e plats:  2004 International Indianapolis
- 5:e plats:  2008 International Honolulu, Hawaii
- 2:a plats:  2011 International Houston
- 1:a plats:  2013 International Honolulu, Hawaii
- 1:a plats: 2016 International Las Vegas
- 1:a plats: 2019 International New Orleans

## Körledare
Rönninge Show Chorus leds av Britt-Helene Bonnedahl och Anna Alvring.
Britt-Helene Bonnedahl har varit med i barbershop sedan 1976 och har ingått i Rönninge Show Chorus sedan dess bildande. Britt-Helene är utbildad inom flera områden inom körsång och är engagerad runt om i världen som röstpedagog och ledare för a cappella-grupper. Hon är medlem i den internationella fakulteten för Sweet Adelines International sedan många år och hennes musikaliska påverkan är känd inom barbershopmusiken. 
Anna Alvring är en musikutbildad grundskolerektor med långvarigt engagemang i barbershop och har bland annat varit dirigent för Stockholm City Chorus. 